# Mezarkabul
Mezarkabul, ou Pentagram, est un groupe turc de heavy metal, originaire de Bursa. Formé en 1987 par Hakan Utangaç et Cenk Ünnü, il est le premier groupe de metal à avoir eu un succès significatif en Turquie (où ils sont connus sous le nom de Pentagram) et avoir exporté leur musique en dehors de ses frontières. Leurs compositions intègrent des éléments de la musique traditionnelle turque.

## Biographie

### Débuts (1987–1991)
Le groupe est formé en 1987 à Bursa. Mezarkabul signifie « admission à la tombe » en turc. La formation initiale était composée de Hakan Utangaç (à la guitare et aux chants), Cenk Ünnü (à la batterie) rejoint par le bassiste Tarkan Gözbüyük et le second guitariste Ümit Yılbar. Ce dernier est ensuite remplacé par Murat Net.
En 1990, le chanteur Bartu Toptaş intègre le groupe afin que Hakan puisse se concentrer sur la guitare. Le quintet ainsi formé prend le nom de Pentagram. Leurs premiers morceaux sont sortis en 1990 sur l'album éponyme, Pentagram. Il s'agit d'un des premiers albums métal édité en Turquie et entièrement chanté en anglais.

### Trail BlazeretAnatolia(1992–1998)

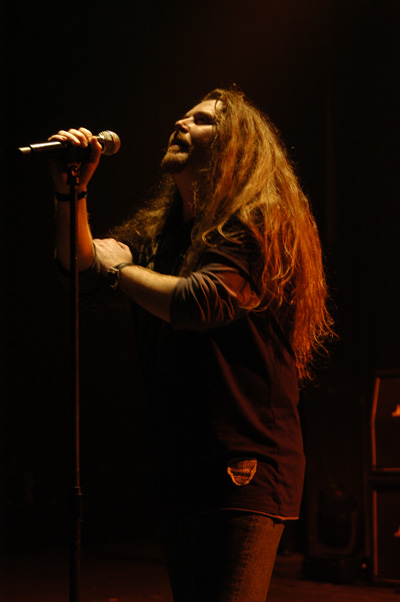
Murat Ilkan, chanteur de Mezarkabul (1995-2010).

La nouvelle formation continue à jouer jusqu'à ce que Bartu décide de quitter le groupe pour aller s'installer en Suède en mars 1992 alors qu'ils préparaient l'album Trail Blazer. La voix au début de Secret Missile est celle de Bartu. Les membres de Mezarkabul font appel au chanteur Ogün Sanlısoy. Ils sortent leur deuxième album, Trail Blazer, au label Nuclear Blast, et jouissent d'une popularité grandissante autant en Turquie qu'en Europe. En 1992, Demir Demirkan rejoint le groupe en tant que Leadguitar à la place de Murat Net.
En 1993, l'ex guitariste Ümit Yılbar est tué dans les montagnes du Cıraf alors qu'il effectuait son service dans l'armée. Les membres enregistrent Fly Forever en sa mémoire. D'autres morceaux lui sont aussi dédiés comme 1,000 in the Eastland et Anatolia (sur l'album Anatolia). Les années qui suivent, le groupe se produit à travers toute la Turquie et dans d'autres pays.
En 1995, le chanteur Murat İlkan remplace Ogün Sanlısoy. Il apporte une nouvelle voix qui fera le succès de Pentagram. La même année, Demir Demirkan part aux États-Unis afin d'étudier au MI-Musician’s Institute de Los Angeles. Il revient en Turquie en 1997 pour enregistrer Anatolia. L'album, publié en 1997 par Century Media, compte plus de 100 000 exemplaires vendus, ce qui leur permet de donner des concerts en Allemagne et au Danemark. Ils sortent en 1998 leur album live Popçular Dışarı. Le guitariste Demir Demirkan quitte de nouveau le groupe pour se lancer dans une carrière solo et fut remplacé un temps par Onur Pamukçu.

### UnspokenetBir(2001–2011)
Le groupe commence à enregistrer leur album suivant en 2000 dans leur propre studio à Istanbul. C'est à ce moment que le guitariste Metin Türkcan rejoint officiellement le groupe. En 2001, Unspoken fait une sortie internationale sous le label Sanctuary Records. En Turquie, leur album sort sous le nom de Pentagram. Cependant, Ils utilisent le nom de Mezarkabul pour les sorties à l'étranger afin qu'ils ne soient pas confondus avec un groupe de doom metal américain aussi appelé Pentagram. En 2002, l'album Bir sort en Turquie. Les textes des chansons sont en turc alors qu'ils étaient jusqu'alors majoritairement écrits en anglais. Parallèlement, ils participent à l'édition 2002 du Wacken Open Air, l'un des plus célèbres festivals de Metal au monde.
Le 4 février 2007, Pentagram/Mezarkal donne un concert anniversaire pour célébrer les vingt ans du groupe au Bostancı Gösteri Merkezi devant des milliers de fans, suivi d'une tournée dans le pays. En 2008, le concert sort au format DVD sous le label Sony Music (Pentagram-1987). Le 27 juillet 2008, Mezarkabul assure la première partie du concert de Metallica au stade Ali Sami Yen d'Istanbul devant plus de 40 000 spectateurs[réf. nécessaire]. Le chanteur Murat Ilkan (atteint de sclérose en plaques) annonce qu'il quitte le groupe après leur participation au Festival Sonisphere d'Istanbul le 25 juin 2010. Quelques jours avant le concert, les membres du groupe publient sur leur site internet le nom de leur nouveau chanteur, Gökalp Ergen, vocaliste du groupe turc The Climb.

### MMXII(depuis 2012)
En avril 2012, le groupe annonce la sortie d'un album intitulé MMXII avec une vidéo. L'album célèbre leur 25e année d'existence. En mai 2012, ils publient une autre vidéo, cette fois de la chanson Geçmisin Yükü. En 2014, ils publient leur album live Live MMXII qui comprend cinq performances scéniques effectuées depuis 2012.

## Influences sur la musique turque
Mezarkabul est souvent considéré comme le pionnier du metal en Turquie. Les travaux du groupe ont inspiré toutes les formes de musique rock, et contribue à rendre ce style populaire en Turquie. Tarkan Gözübüyük produit de nombreux groupes, notamment l'album Dünya Yalan Söylüyor de Mor ve Ötesi. Demir Demirkan réussit une brillante carrière solo, et écrit les paroles de la première chanson turque à avoir gagné l'Eurovision en 2003 Every Way that I Can, interprétée par Sertab Erener.

## Discographie

### Albums studio
- 1990 : Pentagram
- 1992 : Trail Blazer
- 1997 : Anatolia
- 2001 : Unspoken
- 2002 : Bir
- 2012 : MMXII

### Albums live
- 1998 : Popçular Dışarı (album live)
- 2008 : Pentagram 1987 (album live et DVD)